# Gyáros
Gyáros (en grec moderne : Γυάρος) est une île aride et inhabitée de Grèce au nord dans l'archipel des Cyclades, proche des îles d'Andros et de Tinos, avec une superficie de 17.6 km². Son point culminant est de 489 mètres. Elle est zone interdite et, par conséquent, il n'existe aucune liaison maritime.

## Histoire
L'île est connue et identifiée depuis l'Antiquité. Elle était habitée ou, au moins, occupée temporairement au tournant de notre ère : « Auguste reçut une requête des habitants de Gyare qui le suppliaient humblement de les exempter de leurs excessives impositions, qui ne se montaient qu'à cent cinquante drachmes (...) ; mais Gyare était une petite île, ou plutôt un roc baigné par les flots de la mer Égée, où l'on ne trouvait ni eau fraîche ni aucune des nécessités de la vie, et qui servait de retraite à un petit nombre de malheureux pêcheurs. »
Par ailleurs, toujours sous le règne d'Auguste, Gyaros fut un des principaux lieux d'exil.
Bien plus tard, de 1948 à 1974, durant la dictature militaire, elle fut à nouveau un lieu de déportation et d'internement pour environ 22 000 dissidents politiques. Par la suite, le gouvernement grec a souvent utilisé l'île pour des manœuvres stratégiques. D'autre part, il a maintenu diverses infrastructures sur l'île en mémoire des victimes des déportations.